# Фіматодес
Фімато́дес (лат. Phymatodes Mulsant, 1839 = Microcallidium Casey, 1912 = Phymatodina Casey, 1912) — рід жуків з родини вусачів. В Українських Карпатах розповсюджено три види з трьох підродів:
Підрід Фіматодес (Phymatodes Mulsant, 1839)

Фіматодес мінливий (Phymatodes testaceus Linnaeus, 1758)

Підрід Фіматоделлюс (Phymatodellus Reitter, 1913)

Фіматодес вільховий (Phymatodes alni Linnaeus, 1758) 

Підрід Пеціліум (Poecilium Fairmaire, 1864) 

Фіматодес рудоногий (Phymatodes rufipes Fabricius, 1776) 